# Kamo Hovhannisyan
Kamo Hovhannisyan (en armenio: Կամո Հովհաննիսյան; Ereván, Armenia, 5 de octubre de 1992) es un futbolista armenio. Juega de centrocampista y su equipo es el F. C. Ararat-Armenia de la Liga Premier de Armenia.

## Selección nacional
Hovhannisyan debutó por la selección de Armenia el 28 de febrero de 2012 ante Serbia por un encuentro amistoso.

## Clubes
| Club                  | País        | Año           |
| --------------------- | ----------- | ------------- |
| Patani F. C.          | Armenia     | 2008-2009     |
| F. C. Pyunik          | Armenia     | 2009-2016     |
| Torpedo-BelAZ Zhodino | Bielorrusia | 2017          |
| F. C. Zhetysu         | Kazajistán  | 2018-2019     |
| F. C. Kairat          | Kazajistán  | 2020-2021     |
| F. C. Astana          | Kazajistán  | 2022-2023     |
| F. C. Ararat-Armenia  | Armenia     | 2024-presente |

## Palmarés

### Títulos nacionales
| Título                     | Club                 | País       | Año  |
| -------------------------- | -------------------- | ---------- | ---- |
| Liga Premier de Armenia    | F. C. Pyunik         | Armenia    | 2009 |
| Copa de Armenia            | F. C. Pyunik         | Armenia    | 2009 |
| Liga Premier de Armenia    | F. C. Pyunik         | Armenia    | 2010 |
| Copa de Armenia            | F. C. Pyunik         | Armenia    | 2010 |
| Supercopa de Armenia       | F. C. Pyunik         | Armenia    | 2010 |
| Supercopa de Armenia       | F. C. Pyunik         | Armenia    | 2011 |
| Copa de Armenia            | F. C. Pyunik         | Armenia    | 2013 |
| Copa de Armenia            | F. C. Pyunik         | Armenia    | 2014 |
| Liga Premier de Armenia    | F. C. Pyunik         | Armenia    | 2015 |
| Copa de Armenia            | F. C. Pyunik         | Armenia    | 2015 |
| Supercopa de Armenia       | F. C. Pyunik         | Armenia    | 2015 |
| Liga Premier de Kazajistán | F. C. Kairat         | Kazajistán | 2020 |
| Copa de Kazajistán         | F. C. Kairat         | Kazajistán | 2021 |
| Liga Premier de Kazajistán | F. C. Astana         | Kazajistán | 2022 |
| Supercopa de Kazajistán    | F. C. Astana         | Kazajistán | 2023 |
| Copa de Armenia            | F. C. Ararat-Armenia | Armenia    | 2024 |
| Supercopa de Armenia       | F. C. Ararat-Armenia | Armenia    | 2024 |